# Tumulus de Vaux
Le tumulus de Vaux, appelé aussi localement Al tombe, est un tumulus situé à Vaux-et-Borset dans la commune de Villers-le-Bouillet en province de Liège (Belgique). 
Il est repris sur la liste du patrimoine immobilier classé de Villers-le-Bouillet.

## Localisation
Ce tumulus se situe dans la campagne hesbignonne au nord du village de Vaux-et-Borset, le long de la route menant à Les Waleffes.

## Description
Il s'agit d'un tumulus boisé. Il a un diamètre de 17 à 24,50 m et une hauteur  de 3,20 m.

## Historique
Fouillé par G. de Looz en 1874, un caveau trapézoïdal contenant un mobilier funéraire incomplet fut découvert. Ces vestiges archéologiques sont conservés aux Musées royaux d'art et d'histoire de Bruxelles et au musée Grand Curtius de Liège.

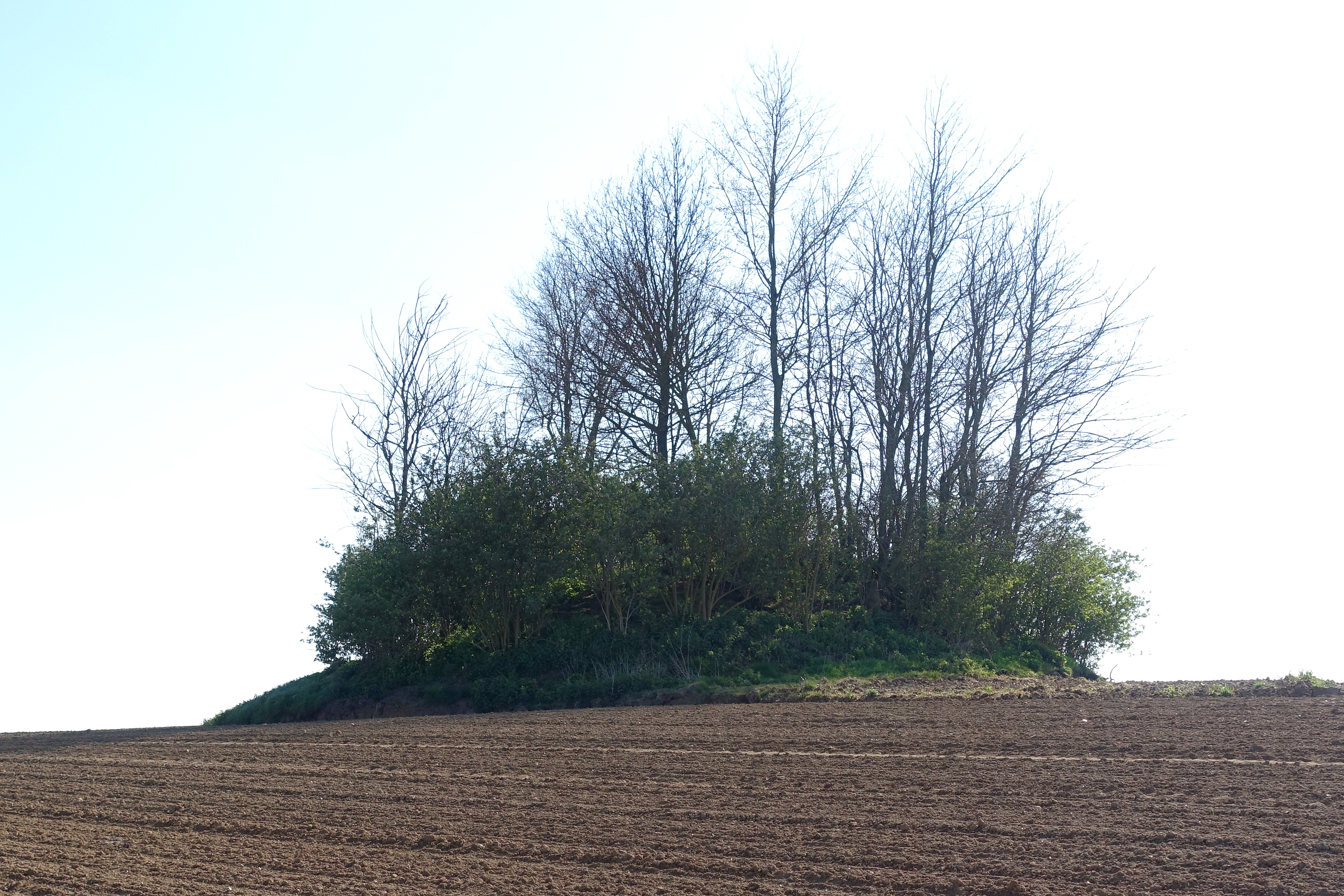